# Monte Acuto - Poggio Grande - Rio Torsero
Monte Acuto - Poggio Grande - Rio Torsero este o arie protejată (arie specială de conservare — SAC, sit de importanță comunitară — SCI) din Italia întinsă pe o suprafață de 2.420 ha, integral pe uscat.

## Localizare
Centrul sitului Monte Acuto - Poggio Grande - Rio Torsero este situat la coordonatele 44°06′07″N 8°10′47″E / 44.101944°N 8.179722°E.

## Înființare
Situl Monte Acuto - Poggio Grande - Rio Torsero a fost declarat sit de importanță comunitară în iunie 1995 pentru a proteja 2 specii de plante și 52 de specii de animale. Situl a fost protejat și ca arie specială de conservare în aprilie 2017.

## Biodiversitate
Situată în ecoregiunea mediteraneană, aria protejată conține 11 habitate naturale: Mlaștini alcaline, Păduri de Quercus ilex și Quercus rotundifolia, Păduri de stejar alb estice, Pajiști carstice calcaroase sau bazofile, de Alysso-Sedion albi, Pajiști cu Molinia pe soluri calcaroase, turboase sau argilos-nămoloase (Molinion caeruleae), Pseudostepă cu ierburi și specii anuale de Thero-Brachypodietea, Păduri de pin mediteraneene cu pini mezogeni endemici, Pajiști uscate seminaturale și facies de acoperire cu tufișuri pe substraturi calcaroase (Festuco-Brometalia) (* situri importante pentru orhidee), Fânețe de joasă altitudine (Alopecurus pratensis, Sanguisorba officinalis), Păduri aluvionare cu Alnus glutinosa și Fraxinus excelsior (Alno-Padion, Alnion incanae, Salicion albae), Peșteri inaccesibile publicului.
La baza desemnării sitului se află mai multe specii protejate:
- plante (2): Campanula sabatia, Gentiana ligustica
- păsări (44): ciocârlie-de-câmp (Alauda arvensis), pescăruș albastru (Alcedo atthis), Alectoris rufa, fâsă de pădure (Anthus trivialis), acvilă de munte (Aquila chrysaetos), șorecarul comun (Buteo buteo), caprimulg (Caprimulgus europaeus), sticlete (Carduelis carduelis), florinte (Chloris chloris), cioară neagră (Corvus corone), cuc (Cuculus canorus), presură sură (Emberiza calandra), presură de munte (Emberiza cia), presură bărboasă (Emberiza cirlus), presură de grădină (Emberiza hortulana), măcăleandru (Erithacus rubecula), șoim călător (Falco peregrinus), vânturel roșu (Falco tinnunculus), cinteză (Fringilla coelebs), Fringilla montifringilla, Hippolais polyglotta, capîntortură (Jynx torquilla), sfrâncioc roșiatic (Lanius collurio), câneparul (Linaria cannabina), mierlă albastră (Monticola solitarius), pietrar sur (Oenanthe oenanthe), pițigoi mare (Parus major), codroș de munte (Phoenicurus ochruros), codroșul de pădure (Phoenicurus phoenicurus), pitulice de munte (Phylloscopus collybita), pitulice-fluierătoare (Phylloscopus trochilus), brumăriță de pădure (Prunella modularis), aușel sprâncenat (Regulus ignicapilla), aușel cu cap galben (Regulus regulus), mărăcinar (Saxicola rubetra), mărăcinar negru (Saxicola torquatus), cănăraș (Serinus serinus), turturică (Streptopelia turtur), silvie cu cap negru (Sylvia atricapilla), silvie mediteraneană (Sylvia melanocephala), silvie de tufiș (Sylvia undata), pănțărușul (Troglodytes troglodytes), mierlă (Turdus merula), sturz-cântător (Turdus philomelos)
- amfibieni (1): Speleomantes strinatii
- mamifere (3): lupul (Canis lupus), liliacul mediteranean cu potcoavă (Rhinolophus euryale), liliacul mare cu potcoavă (Rhinolophus ferrumequinum)
- nevertebrate (4): Austropotamobius pallipes, croitorul mare al stejarului (Cerambyx cerdo), Euplagia quadripunctaria, rădașcă (Lucanus cervus)

Pe lângă speciile protejate, pe teritoriul sitului au mai fost identificate 72 de specii de plante, 1 specie de păsări, 5 specii de amfibieni, 2 specii de mamifere, 4 specii de nevertebrate, 5 specii de reptile.